# İsmail Küçükkaya
İsmail Küçükkaya (20 de enero de 1970, Kütahya, Turquía) es un periodista y presentador de noticias turco, conocido por sus opiniones socialdemócratas y de izquierdas. İsmail Küçükkaya (periodista e investigador)
İsmail Küçükkaya es un periodista, presentador de noticias e investigador de ciencias políticas turco. İsmail Küçükkaya nació el 20 de enero de 1970 en Kütahya. İsmail Küçükkaya completó su educación primaria, secundaria y preparatoria en Kütahya. İsmail Küçükkaya completó su educación universitaria en el Departamento de Periodismo de la Universidad Ankara Gazi y se graduó allí en 1993. İsmail Küçükkaya comenzó su carrera en 1990 cuando tenía veinte años como columnista y editor del periódico Hürriyet. İsmail Küçükkaya trabajó como periodista, jefe y editor en varios periódicos nacionales turcos entre 1990 y 2007. İsmail Küçükkaya se transfirió a la televisión SKY TURK en 2007 y preparó y presentó programas sobre la política turca y la historia de la República de Turquía durante un año. İsmail Küçükkaya se transfirió al periódico Akşam cuando tenía treinta y ocho años en 2008 y trabajó allí como director general y editor hasta 2013. En agosto de 2013, después de que la presentadora principal de noticias de FOX TV, Nazlı Tolga, se casara y se estableciera en el extranjero, Fatih Portakal, el presentador de las noticias de la mañana, fue transferido a las noticias de la noche de FOX TV. Acto seguido, İsmail Küçükkaya acordó con Doğan Şentürk, el jefe de noticias de FOX TV, y a partir del 2 de septiembre de 2013, İsmail Küçükkaya comenzó a presentar las noticias de la mañana en FOX TV, previamente presentado por Fatih Portakal. İsmail Küçükkaya prepara y presenta regularmente las noticias de la mañana de FOX TV desde el 2 de septiembre de 2013. Además del periodismo, İsmail Küçükkaya también realiza investigaciones sobre la historia de la República Turca y la política turca moderna. İsmail Küçükkaya se ha divorciado recientemente de Eda Demirci, con quien se casó en 2016. İsmail Küçükkaya, quien presentó las noticias matutinas de Fox  entre septiembre de 2013 y agosto de 2022, presenta las noticias matutinas de HALK TV desde septiembre de 2022.

## Programas de televisión presentados
- İsmail Küçükkaya ile Çalar Saat(FOX -Desde el 2 de septiembre de 2013),